# Фовицький Андрій
Андрі́й Фови́цький  (1893 — ?) — український спортсмен, діяч українського еміграційного спортивного руху.

## Біографічні відомості
Львів'янин. Здобув гарну освіту. Крім рідної української володів французькою, англійською, російською та польською мовами.
Капітан царської армії, служив в артилерії, потім — сотник УГА. Був членом УВО.
Був помітним у спортивному житті української еміграції 1920-х років. 1924 року з таборів для інтернованих українських вояків вирушив на VIII літні Олімпійські ігри в Парижі e складі футбольної збірної Чехословаччини Серед таборян Андрій Фовицький вирізнявся спортивною підготовленістю, був умілим інструктором та організатором спортивних занять у таборах.
Згодом здобув у Берліні вищу фізкультурну освіту і виїхав до Бразилії. Там став одним з організаторів українського спортивного товариства «Сокіл» у Сан-Паулу.

## Публікації
- Фовицький А. Олімпійські ігри в світлі історії // Розбудова Нації. — 1928. — С. 189—195.
- Фовицький А. До питання військового вишколу // Розбудова нації. — 1928. — число 12. — С. 436–437.
- Фовицький А. Плавання. Львів: Сокіл-Батько, 1939.